# Montesa D-51
La Montesa D-51 fou un model de motocicleta de turisme fabricat per Montesa entre 1951 i 1953. Fou el tercer model que produí Montesa i el primer d'aquesta marca a incorporar suspensió anterior de forquilla telescòpica i a dur el dipòsit pintat de color vermell, un tret que esdevingué característic de les motos Montesa durant dècades. Dotada d'un motor de dos temps monocilíndric refrigerat per aire de 125 cc, bastidor de simple bressol, frens de tambor i canvi de tres velocitats amb selector al peu, la D-51 era l'evolució d'un prototipus anterior que no s'arribà a produir, la C-50, derivada al seu torn de la B-46/49 de 1947.

## Història

### Antecedents: la C-50
El 1947, Montesa enllestí el desenvolupament d'un nou motor de 125 cc i l'instal·là al seu nou model, la B-46/49. La decisió d'augmentar la cilindrada de la seva moto permeté a l'empresa d'avançar-se tecnològicament a la seva principal competidora aleshores, la basca Lube. Les suspensions, en canvi, eren el punt flac de Montesa, ja que Lube havia introduït la forquilla telescòpica a les seves motos mentre la marca catalana continuava amb els antiquats paral·lelograms deformables. Per aquesta raó, el 1949 Montesa començà a experimentar amb un nou prototipus força avançat, al qual anomenà C-50.
La C-50 anava pintada de verd per tal de distingir-la de la grisa i negra B-46/49, i destacava per la incorporació de forquilla anterior telescòpica. El primer motor que se li instal·là no era Montesa, per tal de no donar pistes a la competència (mentrestant, el nou motor que s'estava desenvolupant per a equipar la futura moto es va muntar en una B-46/49 d'aspecte clàssic). Ambdós prototipus es varen provar exhaustivament entre 1949 i 1950, sotmetent-los a tota mena d'assaigs i inscrivint-los en competicions diverses. En aquells moments es valorà la possibilitat d'introduir el motor X-48/49 Montjuïc, un motor amb pistó sense reflector i un diàmetre de 54,2 x 54 mm de carrera que s'havia experimentat en competició i s'havia començat a assajar sobre pistes i en proves diverses cap al juny de 1948. Finalment, però, el motor X-48/49 es desestimà atesa la dificultat de mecanització del cilindre.
Al llarg de l'etapa de proves, s'arribaren a construir fins a quatre diferents prototipus de la futura D-51, força diferenciats de la C-50 inicial. Primer es varen fer els quatre motors corresponents i, un cop provats, es varen fer els quatre bastidors que els haurien d'incorporar. Una d'aquestes motos de prova va recórrer durant dies les carreteres catalanes i, més tard, va fer un recorregut per la Castella profunda. Una de les proves de rendiment que se li varen fer fou una etapa Madrid-Barcelona en un sol dia i amb passatger al darrere. Tota aquesta fase de desenvolupament coincidí en el temps amb el trasllat de l'empresa a la nova fàbrica del carrer Pamplona del Poblenou, completat el 1950. La nova fàbrica oferia millors possibilitats d'expansió a Montesa, ja que augmentava molt la superfície disponible. En aquells moments d'optimisme, es considerà que calia introduir un model completament innovador, fruit de la creativitat de l'equip de disseny de la societat.

### Llançament de la D-51

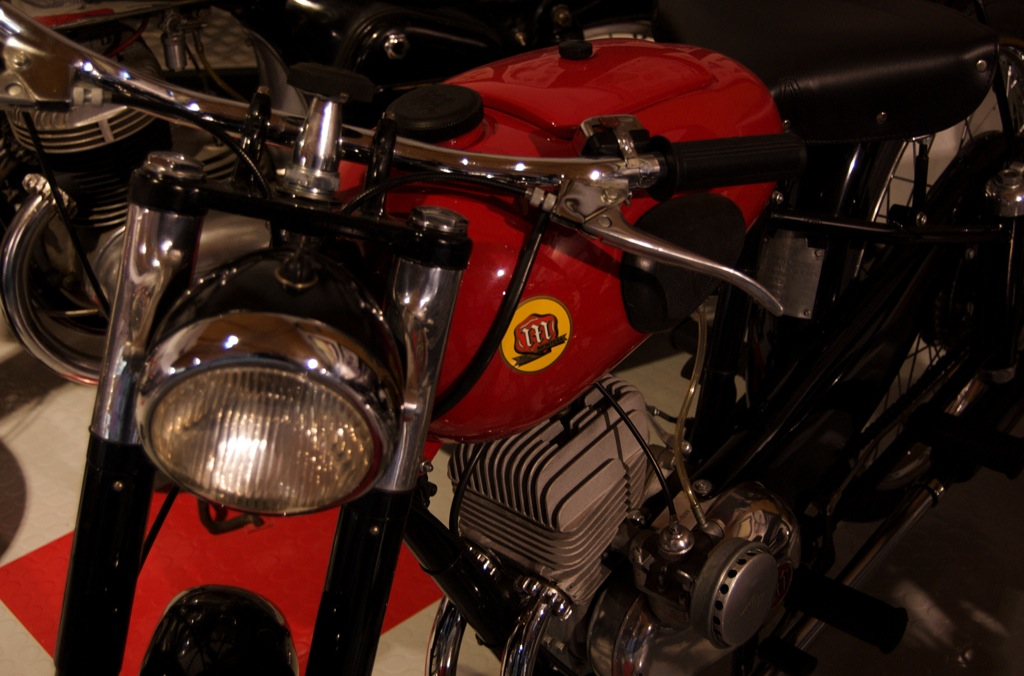
El nou dipòsit vermell amb capsa d'eines incorporada de la D-51

La D-51, nom que se li donà finalment al nou model de Montesa, es presentà oficialment el juny de 1951 durant la XIX Fira de Mostres de Barcelona. La moto incorporava nombroses diferències envers la seva antecessora, la B-46/49: forquilla telescòpica amb amortidors hidràulics en comptes dels paral·lelograms deformables, frens d'aliatge lleuger -de fosa d'alumini- en comptes dels de xapa, dipòsit arrodonit en comptes de l'angulós i un acabat en vermell viu en comptes del gris i negre. Pel que fa a la nova suspensió telescòpica, element que adoptaren totes les futures Montesa, destacava pel seu eix desplaçat i els tubs de la forquilla que el sobrepassaven, allargant-se uns quants centímetres cap avall. Altres novetats destacades de la D-51 n'eren el bloc motor (amb càrter d'una peça i embragatge multidisc en bany d'oli), la capsa d'eines incorporada al dipòsit de combustible i la suspensió posterior, força millorada. El canvi, però, no era el més apropiat atesa la potència augmentada del motor, cosa que se solucionà l'any següent amb el llançament d'una nova versió del model, la D-51 Z, equipada amb una relació de canvi expressament dissenyada.
La tria del color definitiu de la moto es va sotmetre a votació entre els operaris de Montesa, tot just acabats d'instal·lar a la nova fàbrica del carrer Pamplona, a partir de quatre opcions possibles, ja que es varen pintar cadascun dels quatre prototipus inicials amb un color diferent per a l'ocasió: vermell, groc, verd i blau. La decisió pel vermell fou molt majoritària, ja que era el més vistós i el que més destacava sobre el negre del xassís i la resta del conjunt. Pere Permanyer, l'amo de l'empresa, va definir aquell color com a «vermell cardenal». Un cop decidits pel vermell, es varen pintar els quatre prototipus d'aquest color i es presentaren així a la Fira de Mostres.
Acabada la presentació de la D-51 a la Fira de Mostres, alguns dels prototipus varen participar en el ral·li d'Andorra d'aquell any, 1951, celebrat del 16 al 17 de juny. Leopoldo Milà, un dels seus pilots, hi va aconseguir la victòria en la seva categoria i l'absoluta.
Una altra participació destacada de la D-51 en competició internacional fou aquell mes de setembre, als ISDT de Varese (Itàlia), quan el copropietari de Montesa, Francesc Xavier Bultó, i Guillem Cavestany varen aconseguir acabar aquesta dura prova amb medalla de bronze després de recórrer-hi 2.000 quilòmetres per fora d'asfalt.
La D-51 es mantingué en producció fins al 1953, quan fou substituïda per la nova Brío 90, un model estèticament força semblant a la seva predecessora, de la qual adoptava les principals millores i innovacions tècniques, tot i que era ben diferent pel que fa al motor.

## Versions

### Llista de versions produïdes
| Model                     | Versió                    | Id. Model                 | Anys                      | Núm. Sèrie                               | Unitats |
| ------------------------- | ------------------------- | ------------------------- | ------------------------- | ---------------------------------------- | ------- |
| C-50                      | C-50                      | -                         | 1949 - 1950               | -                                        | -       |
|                           |                           |                           |                           |                                          |         |
| D-51                      | D-51                      | -                         | 1951 - 1952               | MM1270-2425, MM3539, MM3540, MM5231-5654 | 1.582   |
| D-51                      | D-51 Z                    | -                         | 1952 - 1953               | MM2426-3535, MM5655-5739                 | 1.249   |
| Total d'unitats produïdes | Total d'unitats produïdes | Total d'unitats produïdes | Total d'unitats produïdes | Total d'unitats produïdes                | 2.831   |

### D-51
Fitxa tècnica
| Montesa D-51 | Montesa D-51                             | Montesa D-51 |
| --- | ---------------------------------------- | ------------ |
| Id. Model | -                                        |              |
| Núm. Sèrie | MM1270-2425, MM3539, MM3540, MM5231-5654 |              |
| Anys | 1951 - 1952                              |              |
| CC | 124,98                                   |              |
| Diàmetre x Carrera | 51,5 x 60 mm                             |              |
| Compressió | 7,2:1                                    |              |
| CV | 4,7 a 4.600 rpm                          |              |
| Carburador | Irz MH 18 mm                             |              |
| Canvi | 3 velocitats                             |              |
| Suspensió davant | Forquilla telehidràulica                 |              |
| Suspensió darrera | Telescòpica                              |              |
| Pneumàtic davant | 600 x 65                                 |              |
| Pneumàtic darrera | 600 x 65                                 |              |
| Frens davant | Tambor 125 mm                            |              |
| Frens darrera | Tambor 125 mm                            |              |
| Pes en sec | ?                                        |              |
| Capacitat dipòsit | ?                                        |              |
| \| • Altres \| \| ------------------------------------------------------- \| \| - Encesa: FEMSA MAV200.A - Velocitat màxima: 80/83 km/h \| |                                          |              |
| • Altres |                                          |              |
| - Encesa: FEMSA MAV200.A - Velocitat màxima: 80/83 km/h                                                                                    |                                          |              |

### D-51 Z
La segona versió, anomenada D-51 Z, duia una relació de canvi diferent de l'anterior, força més adient al nou motor.
Fitxa tècnica
| Montesa D-51 Z | Montesa D-51 Z           |
| --- | ------------------------ |
| Id. Model | -                        |
| Núm. Sèrie | MM2426-3535, MM5655-5739 |
| Anys | 1952 - 1953              |
| CC | 124,98                   |
| Diàmetre x Carrera | 51,5 x 60 mm             |
| Compressió | 7,2:1                    |
| CV | 5 a 5.400 rpm            |
| Carburador | Irz MH 18 mm             |
| Canvi | 3 velocitats             |
| Suspensió davant | Forquilla telehidràulica |
| Suspensió darrera | Telescòpica              |
| Pneumàtic davant | 600 x 65                 |
| Pneumàtic darrera | 600 x 65                 |
| Frens davant | Tambor 125 mm            |
| Frens darrera | Tambor 125 mm            |
| Pes en sec | ?                        |
| Capacitat dipòsit | ?                        |
| \| • Altres \| \| ------------------------------------------------------- \| \| - Encesa: FEMSA MAV200.A - Velocitat màxima: 80/83 km/h \| |                          |
| • Altres |                          |
| - Encesa: FEMSA MAV200.A - Velocitat màxima: 80/83 km/h                                                                                    |                          |